# Castello di Moneta
Il castello di Moneta, noto in passato come borgo fortificato di considerevoli dimensioni, è una rocca situata non lontano dalla città di Carrara, in Toscana.
Risale, secondo una prima attestazione di un contratto contenuta nel Codice Pelavicino, al 1035. Una seconda attestazione, da un contratto di certo notaio Pellegrino, risale al 1252. Il sito di Moneta ha origini risalenti al II sec. a.C., "fundum gentis Monetia", quale colonia romana di Luni, poi trasformata in "castrum" nel VI sec. dai Bizantini.

## Storia

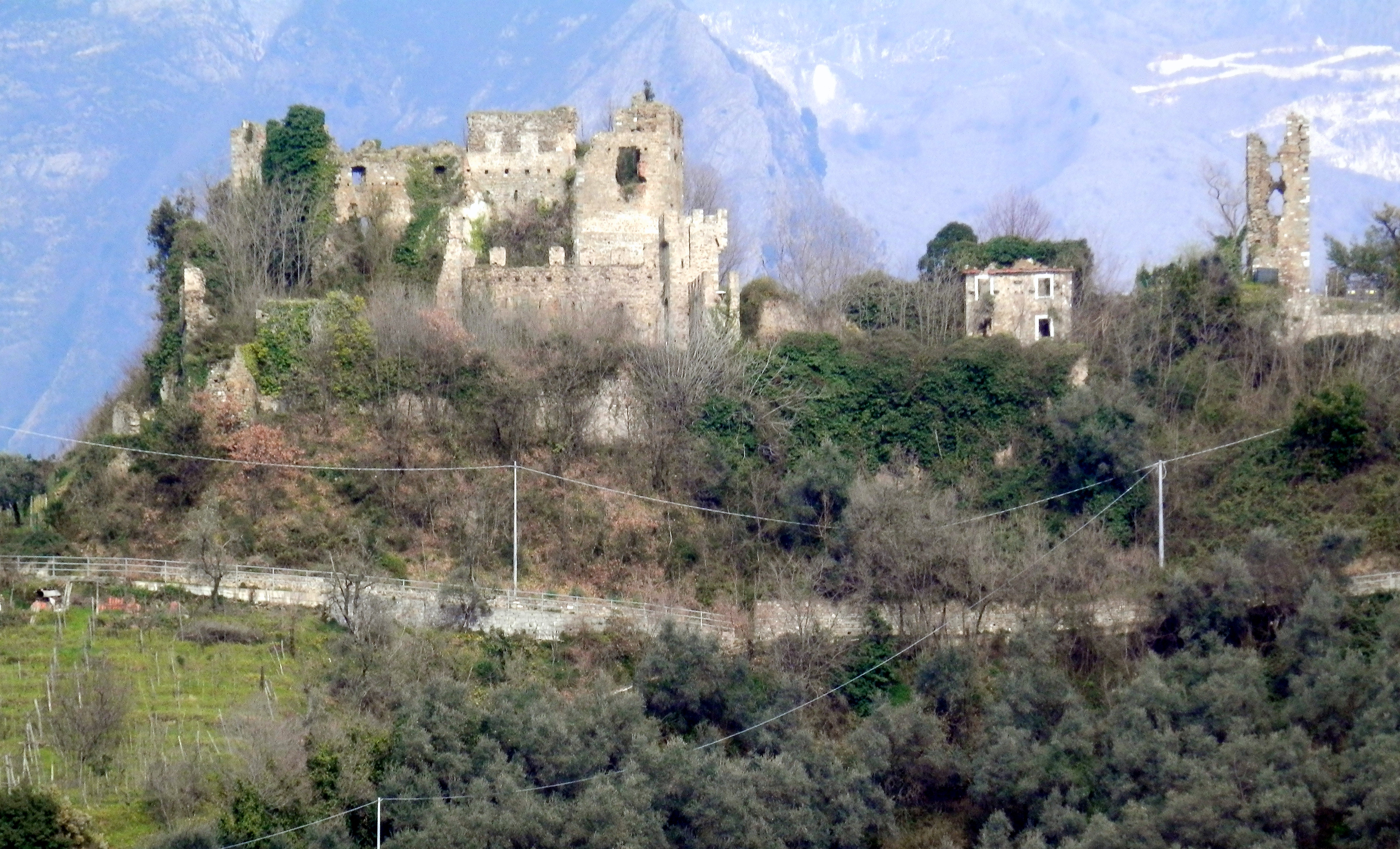
I ruderi del Castello di Moneta

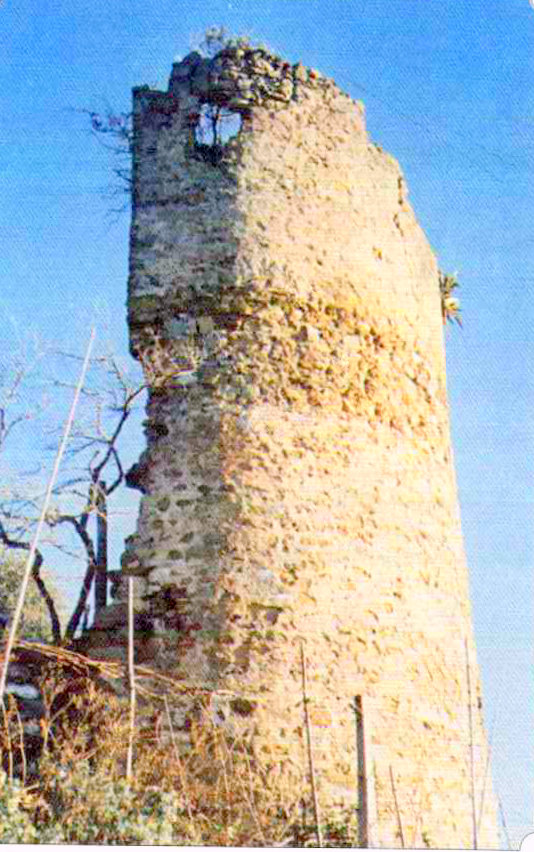
Torrione semicircolare del Castello

Almeno tre cortine murarie difendevano la Rocca e il nucleo abitato, mentre nel punto più alto della collina si trova il cassero, ancor oggi ben conservato nella sua struttura perimetrale. Di forma quadrilatera, era fornito di un possente impianto militare, ma separato nettamente dall’insediamento civile da mura interne ed un ampio fossato, mentre l’ingresso alla parte centrale era protetto da un ponte levatoio con fossato sottostante.
Il nome, scrive l’Ambrosi, deriva dall’epiteto della dea Giunone che aveva in Roma un cenacolo, quale Juno Moneta Regina, ovvero protettrice della città, anche se si sono avanzate altre ipotesi, come quella che la leggenda fa derivare da una certa famiglia romana dei Monetij o Munatij proprietari della collina, oppure da Arx munita (costruzione fortificata).
L’occupazione principale dei componenti il borgo era l’agricoltura, insieme alla riscossione dei tributi che il castello incassava dalle vicinanze limitrofe, in primis dagli abitanti della località di Fontia, i quali potevano usufruire della protezione nel Castello in caso di guerre, nelle cui mura avrebbero potuto rifugiarsi: tra questi, anche gli abitanti delle vicine località di Castelpoggio, Castellaro e Castelbaito nei pressi di Campocecina.
Il primo proprietario del “Castrum de Moneta”, ricevuto in dono dal “Castaldo del Vescovo di Luni”, va attribuito a certo Bondiero, quindi la proprietà passa ai Pisani, poi a Castruccio Castracani degli Antelminelli, dominatore di Lunigiana e Lucchesia. Anche se Castracani considerò Moneta poco importante, affidandole funzioni secondarie, la Rocca conobbe un periodo florido (escluse le diatribe con Ortonovo per i pascoli di confine).
Alla morte di Castracani i carraresi firmarono un atto di sottomissione a Gian Galeazzo Visconti. Tutto andò bene sino al 1402 quando l’occupò il capitano di ventura Giovanni Colonna, che lo vendette a Paolo Guinigi; quindi venne nuovamente occupata dai Visconti.
In seguito si posero di fronte due pretendenti: Spinetta di Campofregoso e Giacomo I Malaspina. Vinse la tenzone Campo Fregoso, signore di Sarzana, che per dieci anni, dal 1450 al '60, fortificò la Rocca, dove pose una lapide a memoria della ristrutturazione, ora scomparsa.
Successivamente, il castello di Moneta, insieme ad altri e alla città di Carrara, venne occupato dai Malaspina di Fosdinovo in cambio di fondi agricoli in Lombardia.
Infatti i Marchesi Malaspina vollero sottoporre alle loro terre tutte le “ville” (cioè i paesi vicini, dette poi anche Vicinanze) ed i “fuochi” (ossia gli agglomerati di famiglie, quindi chiamati “Ciop”) ossia, tutte le Vicinanze carraresi, Moneta compresa: ciò  determinò un periodo florido per la Rocca, che non aveva più necessità di svolgere funzioni militari.

## L'abbandono del castello e lo spostamento degli abitanti in pianura
Iniziò in questo periodo l’abbandono dei “fuochi” nei pressi della Rocca, che si spostarono al piano, negli anni 1750-1850, nella fossa circostante il torrente (detto anche fosso), per poter coltivare meglio le terre ed incrementare l’agricoltura e la produzione del carbone che in quel tempo era molto richiesto: nella piana attraversata da questo fosso, chiamato poi "canale di Fossola", nacque il nome dell'omonimo paese.
Si è ipotizzato, infatti, che il nome di Fossola derivi dalla parlata del luogo, secondo la quale alla richiesta “dov' t' sta’ ?”, ossia "dove stai?" in dialetto carrarino, la risposta era: “a sto’ 'nt'l Foss' là”, cioè "abito in quel fosso là", e da “Fossla” si sia arrivati a Fossola.
Nel 1560 venne autorizzata da Papa Pio IV la costruzione di una chiesa intitolata a San Giovanni Battista, consacrata l'11 aprile 1561 da Ambrogio Viola di Ortonovo, Vescovo di Lacedonia (AV) - (la ricorda una lapide ora sopra l’ingresso della sacrestia della chiesa parrocchiale di Fossola).
Il 10 febbraio 1569 venne eretta a Parrocchia con rogito del notaio Innocenzo Fantozzi di Carrara.

## Lo stato del castello di Moneta oggi
Oggi la rocca è proprietà del Comune di Carrara che l’acquistò dai Dervillé, con rogito a Parigi dove i proprietari risiedevano: ma soltanto la zona della rocca, circa un terzo di tutto il borgo. Gli altri proprietari hanno adattato le proprie abitazioni con materiale edilizio della Rocca.